# Tine Germ
Tine (Martin) Germ, slovenski umetnostni zgodovinar, * 30. marec 1967, Maribor.
Študiral je umetnostno zgodovino na Filozofski fakulteti v Ljubljani, kjer je diplomiral leta 1993 in doktoriral leta 1997. Postdoktorsko študijsko izpopolnjevanje je nadaljeval na Dunaju, v Münchnu in v Londonu. 
Od leta 1995 predava na Oddelku za umetnostno zgodovino Filozofske fakultete Univerze v Ljubljani. 
Je strokovnjak za ikonografijo. Napisal je številne znanstvene razprave, poljudnoznastvene članke in knjige posvečene ikonografiji srednjeveške in renesančne umetnosti.

## Nagrade in priznanja
- 2015: Priznanje Izidorja Cankarja za prispevek k strokovnemu spoznavanju ikonografi je in njenemu posredovanju zainteresirani javnosti

## Knjige
- Nikolaj Kuzanski in renesančna umetnost: Ikonološke študije, Ljubljana, 1999
- Ikonološke študije, Ljubljana 2002
- Simbolika cvetja, Ljubljana 2002 (tudi v hrvaškem prevodu: Simbolika cvjeća, Zagreb 2002
- Simbolika števil, Ljubljana 2003 (tudi v hrvaškem prevodu: Simbolika brojeva, Zagreb 2004
- Simbolika živali, Ljubljana 2006
- Podoba in pomen v likovni umetnosti. Osnove ikonografije, Maribor 2006
- Smrt kraljuje povsod in bela Smrt triumfira: Valvasorjevo Prizorišče človeške smrti v evropskem kontekstu, Ljubljana 2015